# Michael Wolf
Michael Wolf (Múnich, 1954-Cheung Chau, Hong Kong, 23 de abril de 2019) fue un fotógrafo alemán que residió durante muchos años en Hong Kong y París, que fueron dos de los objetivos preferidos de su fotografía urbana, donde la arquitectura y los ciudadanos actúan habitualmente como meras piezas de sus composiciones.

## Biografía
Se formó en Berkeley, en los Estados Unidos, en Canadá y en Alemania, donde estudió con Otto Steinert en la Universidad de Essen.
En 1994 comenzó a trabajar como fotógrafo para la revista alemana Stern, que lo destinó a Hong Kong. Durante una década vivió en China, pero últimamente vivía en París con su familia y trabajaba como fotógrafo independiente.
Su exposición La verdadera historia de los juguetes, en la que junto a sus imágenes reunió decenas de miles de juguetes, pudo verse en Hong Kong, Chicago y en el Museo del Trabajo de Hamburgo.

## Premios (selección)
- 2004. World press Photo en Temas Contemporáneos por un artículo de Stern titulado “China: fábrica del mundo’’[5]
- 2009. World press Photo en Temas Contemporáneos[6]
- 2011. World press Photo. “Mención especial” por su serie de acontecimientos casuales de Google Streer View, donde reunió imágenes de los rascacielos y los metros de las ciudades de Tokio y Hong Kong.[7][8][9]
- 2012: Premio Fotobuchpreis de Alemania por su serie de Acontecimientos desafortunados